# Ludwik Szwykowski
Ludwik Władysław Szwykowski (ur. 27 kwietnia 1877 w Symferopolu, zm. 5 stycznia 1965 w Warszawie) – polski bankowiec, żeglarz, w latach 1926–1929 prezes Polskiego Związku Żeglarskiego wybrany na jego pierwszym sejmiku, autor pierwszego polskiego podręcznika żeglarskiego, tłumacz książek żeglarskich. 

## Życiorys
Był synem Władysława i Wandy z Sendeków. Ukończył gimnazjum w Petersburgu i Wyższą Szkołę Handlową w Antwerpii, następnie studia uzupełniające w Anglii.
W latach 1914–1918 służył w wojsku rosyjskim, od 1919 roku był dyrektorem Banku Stołecznego w Warszawie, a od 1922 – dyrektorem Banku Zjednoczenia Przemysłowego tamże. W latach 1926–1939 pracował w Banku Gospodarstwa Krajowego, od 1 stycznia 1928 roku był dyrektorem jego wileńskiego oddziału. Po wcieleniu Wilna w październiku 1939 roku do Litwy i likwidacji oddziału BGK pracował m.in. jako kasjer w wileńskim teatrzyku „Ali Baba”. Po II wojnie światowej pracował w BGK  (oddział w Łodzi), a następnie do emerytury jako dyrektor finansowy Zjednoczenia Przemysłu Papierniczego.
Zmarł w Warszawie. Pochowany na cmentarzu Powązkowskim (kwatera P-1-13).

## Żeglarstwo
W roku 1904 stał się (wraz z baronem Tyzenhauzenem i panem Gonetem) współwłaścicielem szkunera Gay Parisienne długości całkowitej 16,61 m i ożaglowaniu o powierzchni ok. 250 m², na którym brał udział w towarzyskim wyścigu podczas igrzysk olimpijskich w Sztokholmie w 1912 roku i wielu innych regatach.
W 1926 roku na bezkabinowym, mieczowym jachcie „Doris” wraz z córką i synami odbył rejs Wisłą, Kanałem Bydgoskim, Notecią, Brdą, Wartą, Odrą do Szczecina, następnie do Stralsundu, wzdłuż brzegów Bałtyku do Kopenhagi i z powrotem do Warszawy.
W roku 1928 wyjechał jako kierownik ekipy żeglarskiej (Władysław Krzyżanowski i Adam Wolff) na igrzyska w Amsterdamie.
W roku 1932 tą samą mieczową Doris odbył rejs z Gdańska na Bornholm i z powrotem, który zakończył się 6 sierpnia.
Jako jeden z założycieli Yacht Klubu Polski w 1924 roku, przewodniczył jubileuszowemu 10. Zjazdowi Delegatów tego klubu 27 kwietnia 1947.
W połowie lat 30. był Prezesem Wileńskiego Towarzystwa Wioślarskiego.

## Publikacje
- Ludwik Szwykowski: Krótki podręcznik żeglarski, Warszawa: Główna Księgarnia Wojskowa, 1929 (seria „Bibljoteczka sportowa” nr 6–7).
- Joshua Slocum: Sam jeden żaglowcem naokoło świata, tłumaczenie: Ludwik Szwykowski. Warszawa: Główna Księgarnia Wojskowa, 1930.
- Alain Gerbault: W pogoni za słońcem: dziennik okrętowy. Cz. 1, Z New-Yorku do Tahiti, przeł. z fr. Ludwik Szwykowski, Warszawa: Główna Księgarnia Wojskowa, 1930.
- Alain Gerbault: Na powrotnej drodze: dziennik okrętowy. Cz. 2, Z Tahiti do Francji przeł. z fr. Ludwik Szwykowski, Warszawa: Główna Księgarnia Wojskowa, 1931.
- Ludwik Szwykowski: Żeglarz śródlądowy, Warszawa: Główna Księgarnia Wojskowa, 1933.
- Alain Gerbault: W pogoni za słońcem, tłumaczenie: Stefania Podhorska-Okołów, Ludwik Szwykowski, Julian Czerwiński, Warszawa: Książka i Wiedza, 1957.
- Jean-François de Galaup: Wielka legenda morska La Perouse'a 1785–1788, tłumaczenie z fr.: Ludwik Szwykowski, Warszawa: Wiedza Powszechna, 1961.
- Louis Antoine de Bougainville: Podróż Bougainville'a dookoła świata przeł. z fr. Maria i Ludwik Szwykowscy, Warszawa: Wiedza Powszechna, 1962.
- Egon Larsen: Głębinowe cuda, tłumaczenie: Ludwik Szwykowski, Warszawa: Wiedza Powszechna, 1963.
- Ludwik Szwykowski, Anna Jedlińska, Jerzy Tomalak: Kieszonkowy słownik francusko-polski i polsko-francuski, Warszawa: Wiedza Powszechna, 1965.
- Alain Gerbault: W pogoni za słońcem, tłumaczenie: Stefania Podhorska-Okołów, Ludwik Szwykowski, Julian Czerwiński, Gdańsk: Wydawnictwo Morskie, 1972.
- Ludwik Szwykowski, Jerzy Tomalak: Mały słownik francusko-polski, polsko-francuski, Warszawa: Wiedza Powszechna, 1973
- Joshua Slocum: Samotny żeglarz, tłumaczenie: Ludwik Szwykowski, Wydawnictwo Morskie Gdańsk, 1983, ISBN 83-215-4401-0.

## Ordery i odznaczenia
- Złoty Krzyż Zasługi (19 marca 1931)[10]
- Honorowa Odznaka „Zasłużony Działacz Żeglarstwa Polskiego” (7 grudnia 1956)[11]